# Черенков Юрій Дмитрович
Юрій Дмитрович Черенков (нар. 17 квітня 1958, с. Новосергеєка, Миколаївська область, УРСР — пом. 9 січня 2020, Запоріжжя, Україна) — радянський та український футболіст, захисник. Більшу частину кар'єри провів у «Металурзі» (Запоріжжя) та «Буковині» (Чернівці). Провів понад 500 офіційних матчів у складі різних команд, грав під керівництвом таких відомих тренерів, як Олександр Томах, Юхим Школьников, Володимир Онисько, Євген Лемешко.

## Життєпис
Вихованець макіївської ДЮСШ, перший тренер — В. Петров. У 1976 році виступав у дублі донецького «Шахтаря».
У футбол розпочав грати в 1978 році в хмельницькому «Поділлі» у другій союзній лізі. У 1980 році прийняв запрошення в запорізький «Металург», в складі якого провів понад 200 матчів у першій лізі чемпіонату СРСР.
У 1987 році перейшов у чернівецьку «Буковину», в складі якої в сезоні 1988 року став переможцем чемпіонату УРСР. Захищав кольори буковинської команди до 1990 року й провів понад 100 матчів.
Також грав за команди «Кривбас» (Кривий Ріг), «Торпедо» (Запоріжжя), «Ведрич» (Річиця), «Віктор» (Запоріжжя) та футзальний колектив «Ліанда» (Запоріжжя), з криворіжцями ставав переможцем Першої ліги України.
Після завершення кар'єри гравця працював у цеху «Запоріжсталі». У складі запорізької 55-ї бригади проходив службу на Донбасі. Пішов з життя в січні 2020 року.

## Досягнення

### Командні
«Буковина» (Чернівці)
- Чемпіонат УРСР
  -  Чемпіон (1): 1988
  -  Срібний призер (1): 1989

- Друга ліга СРСР
  -  Чемпіон (1): 1990

«Торпедо» (Запоріжжя)
- Чемпіонат УРСР
  -  Чемпіон (1): 1990

«Кривбас» (Кривий Ріг)
- Перша ліга чемпіонату України
  -  Чемпіон (1): 1992